# Tiberius Claudius Eudaemon

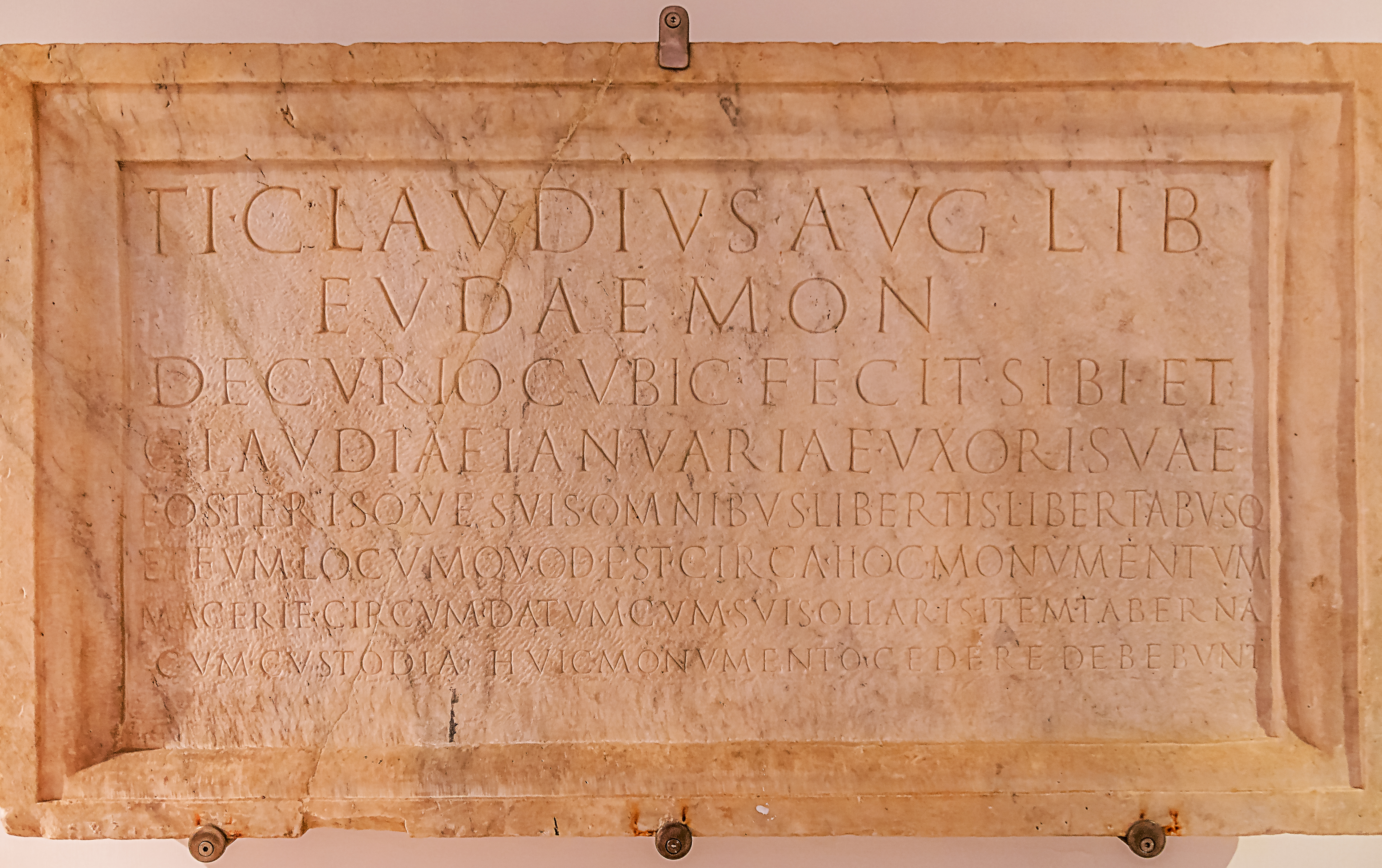
Die Grabschrift des kaiserlichen Freigelassenen Tiberius Claudius Eudaemon, der für die persönliche Betreuung des Kaisers Claudius zuständig war (AE 2004, 209)

Tiberius Claudius Eudaemon lebte im 1. Jahrhundert und war ein Freigelassener (libertus) des Kaisers Claudius. Er diente als Kämmerer (cubicularius) am kaiserlichen Hof, wo er für die persönliche Betreuung des princeps und dessen Familie zuständig war. Tiberius Claudius Eudaemon ist nur durch die Grabinschrift bekannt, die ihn als decurio cubic(ulariorum) hervorhebt. Er war damit der Vorgesetzte einer Gruppe von zehn Kammerdienern (cubicularii), die ihm vermutlich vom höchsten Kämmerer (a cubiculo) des kaiserlichen Haushalts (cubiculum) zugeteilt waren.